# Équipe de République centrafricaine féminine de basket-ball
Cet article traite de l'équipe féminine. Pour l'équipe masculine, voir Équipe de République centrafricaine masculine de basket-ball.
Maillots
L'équipe de République centrafricaine féminine de basket-ball est l'équipe nationale qui représente la République centrafricaine lors des compétitions internationales féminine de basket-ball. Elle est placée sous l'égide de la Fédération de République centrafricaine de basket-ball (FCBB). L'équipe est affiliée à la FIBA depuis 1963 
La République centrafricaine ne s'est jamais qualifiée pour un tournoi olympique ou pour un Championnat du monde. Les Centrafricaines sont troisièmes du Championnat d'Afrique 1966.

## Effectif
Les joueuses suivantes participent au championnat d'Afrique 2017.
| Numéro | Joueuse                     | Poste         | Naissance         | Taille | Club 2016-2017 |
| ------ | --------------------------- | ------------- | ----------------- | ------ | -------------- |
| 4      | Keitia Kalene               | Meneuse       | 19 août 1988      | 1,71 m |                |
| 5      | Nina Koumba                 | Meneuse       | 7 avril 1987      | 1,68 m |                |
| 6      | Debora Eyene                | Ailière       | 30 juillet 1989   | 1,70 m |                |
| 7      | Princesse M'Baye Ndack      | Pivot         | 25 juin 1990      | 1,80 m |                |
| 8      | Abety Imbangueret II        | Ailière forte | 22 janvier 1989   | 1,80 m |                |
| 9      | Hortencia Yamalet           | Ailière fort  | 27 février 1995   | 1,71 m |                |
| 10     | Claudie Yagba Kokito        | Ailière forte | 11 novembre 1988  | 1,80 m |                |
| 11     | Esthelle Gaombalet          | Meneuse       | 24 mai 1984       | 1,62 m |                |
| 12     | Gabrielle Guegbelet         | Ailière forte | 14 septembre 1982 | 1,80 m |                |
| 13     | Chancella Derebona-Ngaïsset | Pivot         | 28 février 1992   | 1,84 m |                |
| 14     | Isabelle Djel               | Pivot         | 22 février 1985   | 1,90 m |                |
| 15     | Patricia Ngbonga            | Pivot         | 2 avril 1994      | 1,80 m |                |